# Apocalipsis 12
Apocalipsis 12 es el duodécimo capítulo del Libro del Apocalipsis o Apocalipsis de Juan en el Nuevo Testamento de la  Biblia cristiana. El libro se atribuye tradicionalmente a Juan el Apóstol, pero la identidad exacta del autor sigue siendo un punto de debate académico. Este capítulo contiene los relatos sobre la mujer, el dragón y el niño, seguidos de la guerra entre Miguel y el dragón, y luego la aparición del monstruo del mar. William Robertson Nicoll, ministro escocés de la Iglesia libre de Escocia, sugiere que en este capítulo el escritor ha creado una versión cristianizada de una fuente judía que «describía el nacimiento del Mesías en términos tomados de . .. mitos cosmológicos [como] el del conflicto entre el dios-sol y el dragón de las tinieblas y las profundidades».

## Texto
El texto original fue escrito en griego koiné. Este capítulo está dividido en 17 Versículos. La versión Vulgata tiene 18 Versículos.

### Testigos textuales
Algunos manuscritos antiguos que contienen el texto de este capítulo son, entre otros:.
- Papiro 115 (ca. 275 d. C.; Versículos existentes 1-5, 8-10, 12-17)
- Papiro 47 (siglo III)
- Códice Sinaítico (330-360)
- Codex Alexandrinus (400-440)
- Codex Ephraemi Rescriptus (ca. 450; completo)

### Referencias del Nuevo Testamento

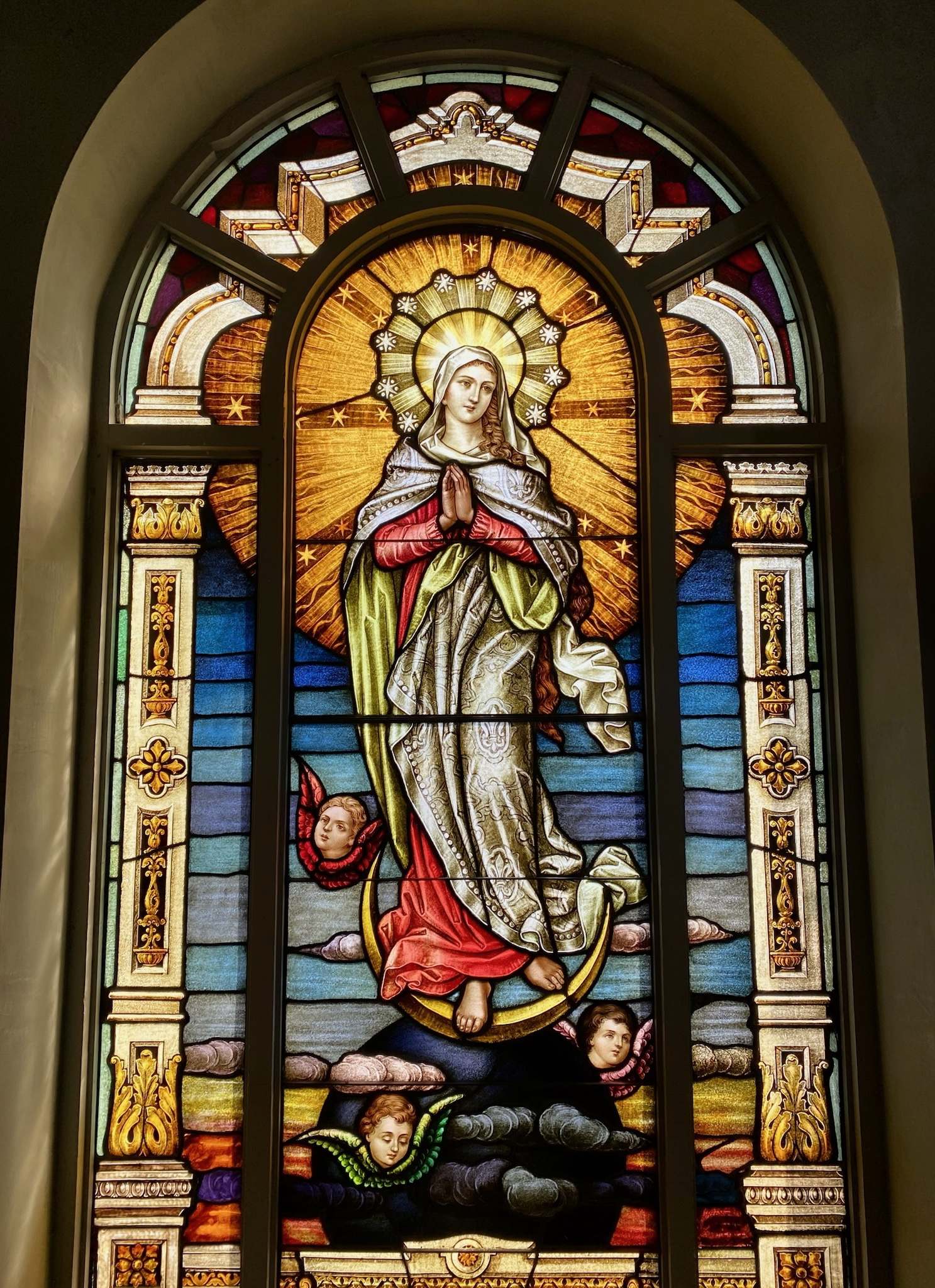
Tradicionalmente se cree que la «mujer» es la Bendita Virgen María a quien los Padres de la Iglesia honraban como Reina del Cielo. Antes de la presentación de la mujer, Juan vio una visión del Arca de la Alianza en el cielo. Los primeros Padres de la Iglesia vieron la visión de Juan de la «mujer» justo después como una indicación de María como el «Arca de la Nueva Alianza». María la Theotokos llevaba la santa presencia de Cristo el Palabra encarnada, el gran Sumo Sacerdote, y la pan de vida-así como la antigua Arca de Israel llevaba la santa presencia de la palabra de Dios (Diez Mandamientos), el bastón sacerdotal de Aarón, y el pan del cielo (maná).

## La mujer, el dragón y el niño (12:1-6)

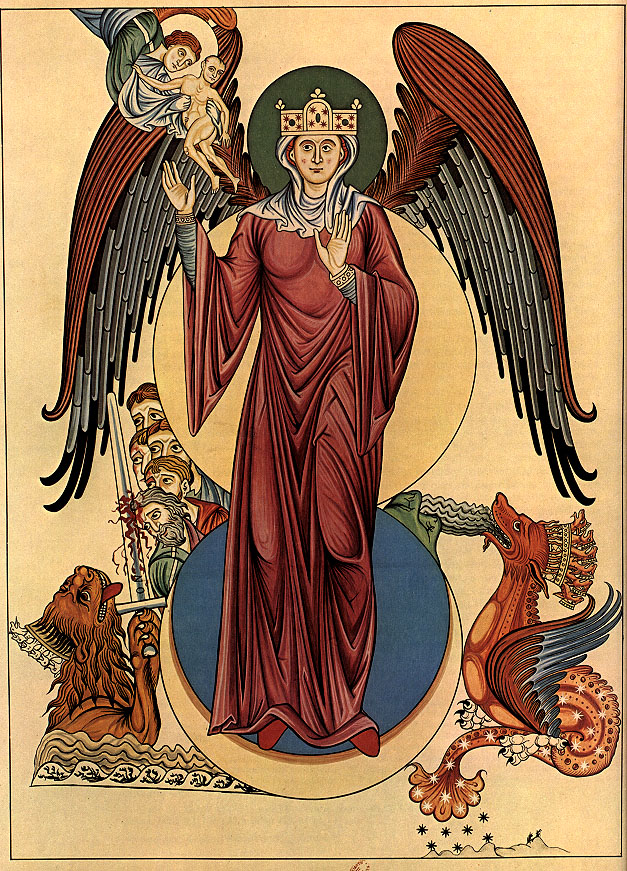
Ilustración de la mujer del Apocalipsis en Hortus deliciarum (redibujo de una ilustración fechada hacia 1180), que representa varios acontecimientos de la narración del Apocalipsis 12 en una sola imagen

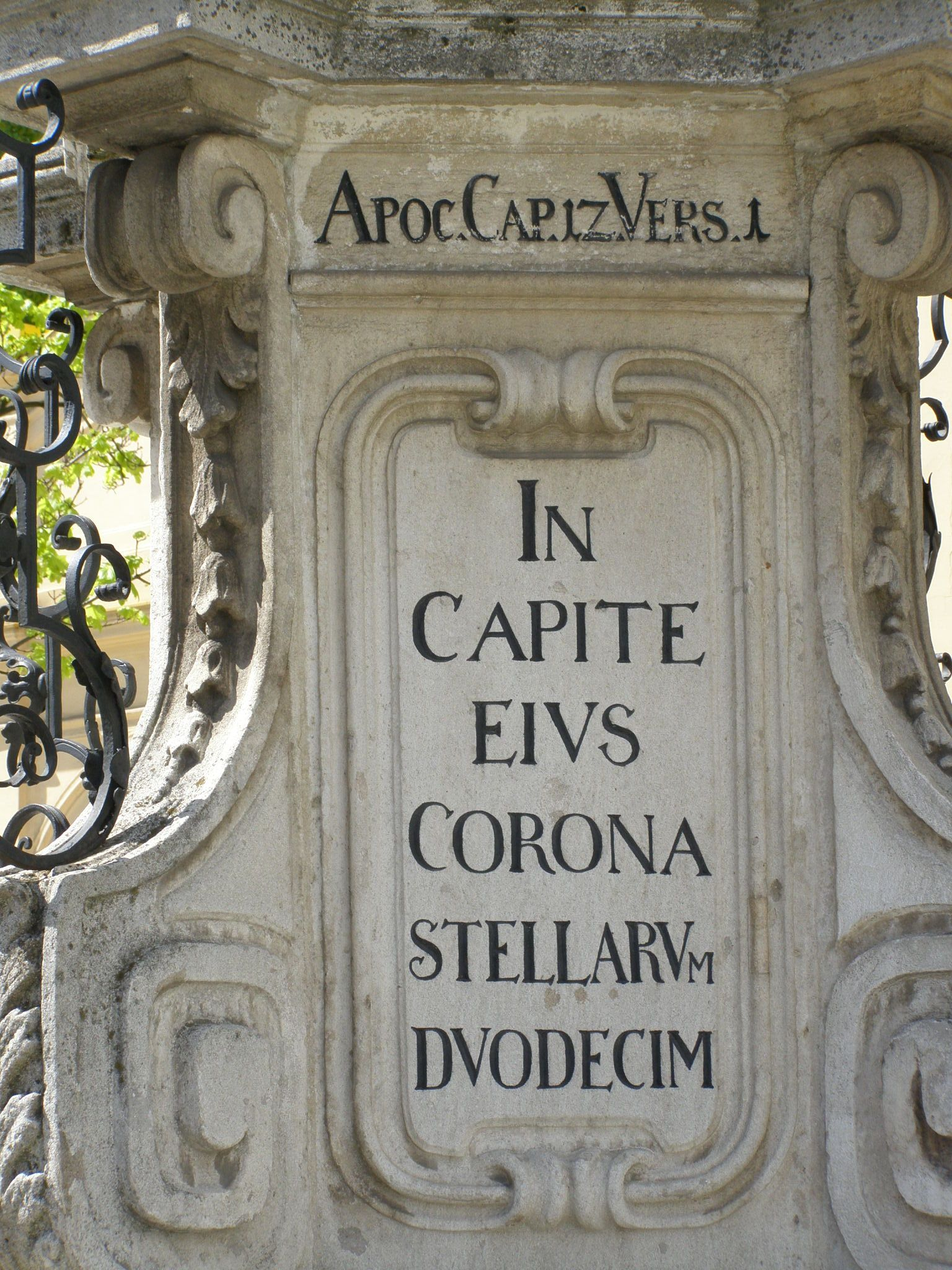
Inscripción citando Apocalipsis 12:1.

## Miguel y el dragón (12:7-12)

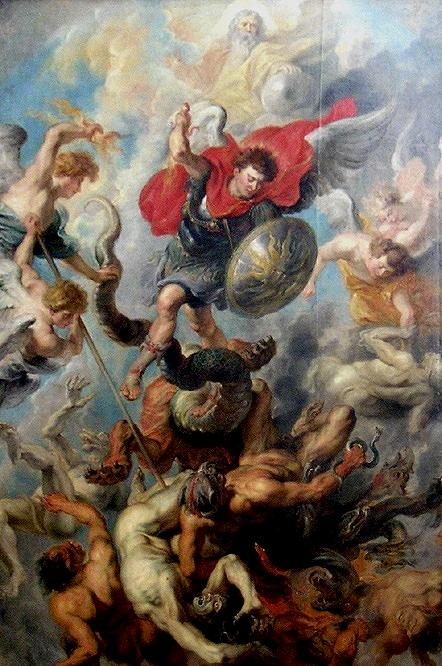
Der Engelsturz («La caída de los ángeles rebeldes»), de Peter Paul Rubens, entre 1621 y 1622